# Decatur County, Georgia
Decatur County är ett administrativt område i delstaten Georgia, USA, med 27 842 invånare. Den administrativa huvudorten (county seat) är Bainbridge.

## Geografi
Enligt United States Census Bureau har countyt en total area på 1 614 km². 1 546 km² av den arean är land och 68 km² är vatten.

### Angränsande countyn
- Miller County, Georgia - nord
- Mitchell County, Georgia - nordost
- Baker County, Georgia - nordost
- Grady County, Georgia - öst
- Gadsden County, Florida - syd
- Seminole County, Georgia - väst

### Orter
- Attapulgus
- Bainbridge (huvudort)
- Brinson
- Climax